# Croquet

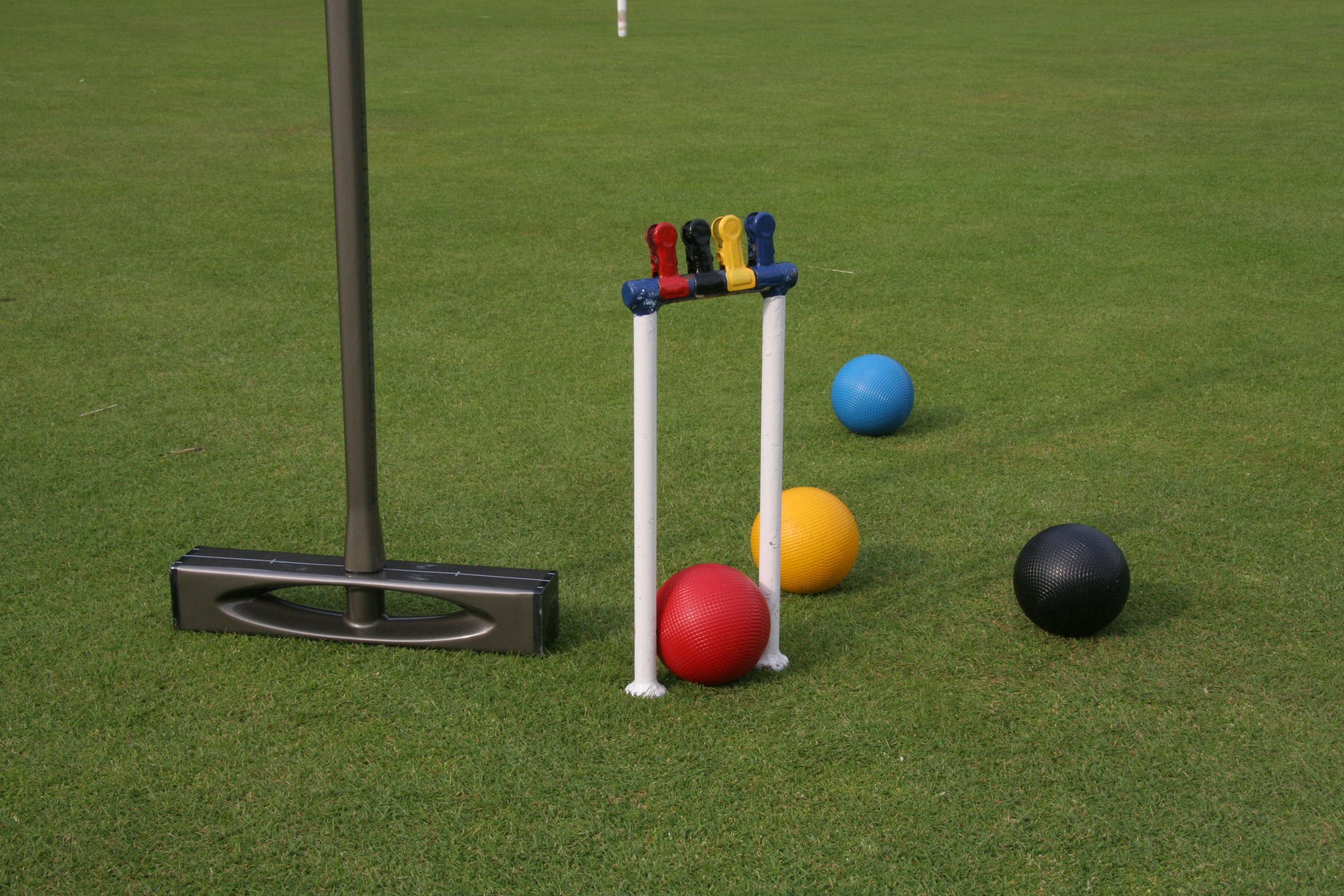
Equipo moderno de croquet.

El croquet es un deporte que consiste en golpear bolas de madera o plástico con un mazo, a través de pequeños aros en el campo de juego.
En el croquet internacional actual, nacido como continuidad del antiguo croquet francés, existen dos modalidades de juego reconocidas por la Federación Mundial de Croquet: el croquet AC (association croquet), más complejo y comprometido desde un punto de vista técnico, y el croquet GC (golf croquet), más fácil de entender y de practicar. Cada una de estas dos modalidades puede jugarse de manera individual o por parejas (dobles).
Fue uno de los deportes disputados en los Juegos Olímpicos de París 1900.

## Historia

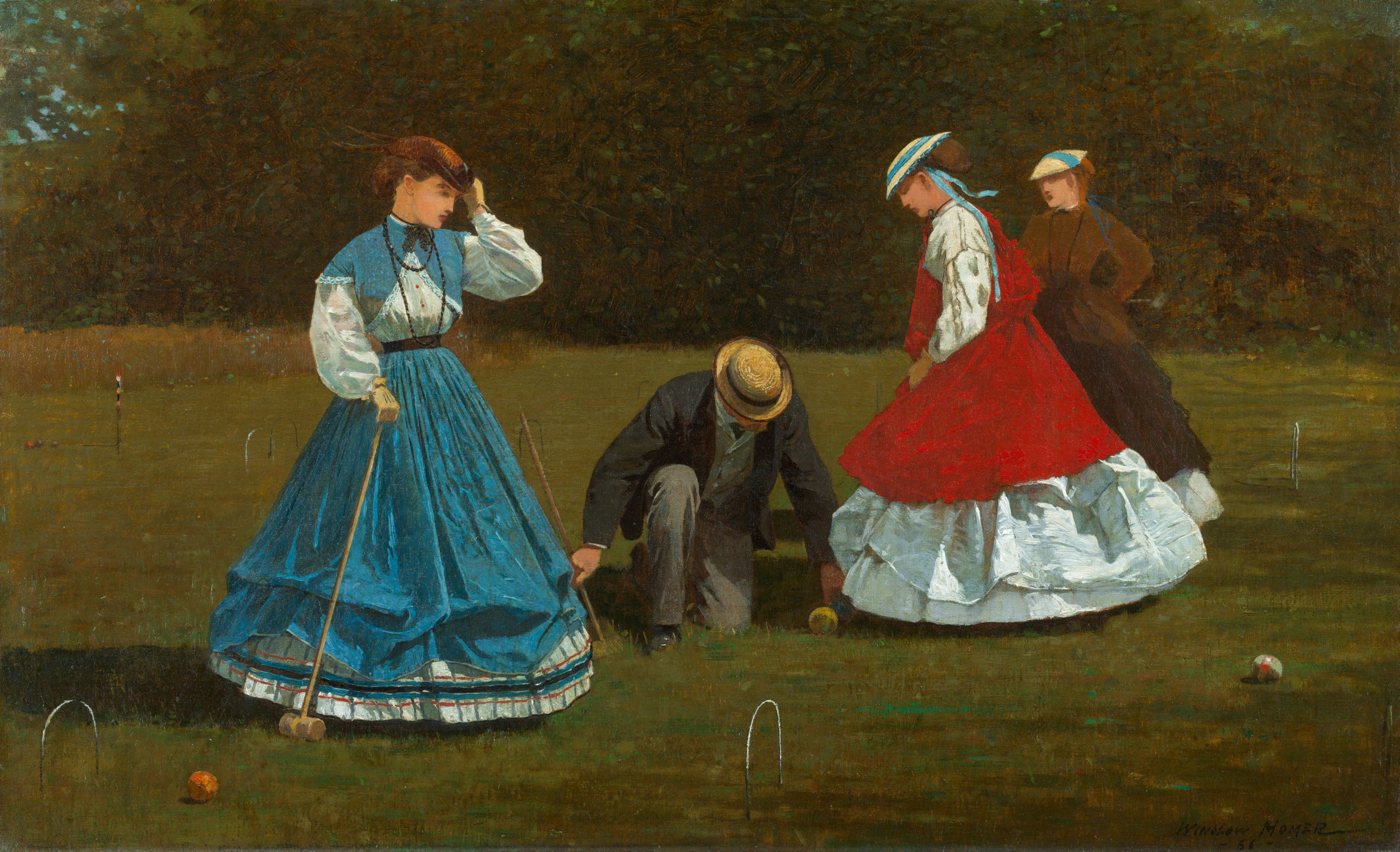
Winslow Homer: Croquet, 1864.

Originado en Languedoc (Provenza, en el sur de Francia) en los siglos XII y XIII, comenzó a desarrollarse verdaderamente a partir de la segunda mitad del siglo XIX en Inglaterra, a donde llegó en 1851 procedente de Irlanda, país en donde se usó por primera vez, en 1835, la palabra croquet. El inglés M. Spratt publicó, en 1851, las primeras reglas escritas, que luego fueron editadas y difundidas por John Jaques, en 1857, como el primer reglamento de croquet (sucesivas ediciones en 1960 y 1964). En 1868 se constituyó el primer club de croquet del mundo, el All England Lawn Tennis and Croquet Club. El primer campeonato de croquet del que se tiene noticia bien documentada se jugó en Wimbledon en 1870.

### España
En Gijón se creó, en 1926, el primer grupo español de croquet bien organizado, dirigido por Casimiro Velasco Díaz en la finca "La Llosa" de Somió. En 1994 se fundó, como asociación deportiva de ámbito nacional, inscrita en el correspondiente registro del Ministerio del Interior, la Asociación Española de Croquet (AEC), actual Federación Española de Croquet (FEC), que en 1995 organizó el I Campeonato de España de AC Croquet en Gijón.

## Reglas
Es un juego en el que las diferencias entre hombres y  mujeres, jóvenes y viejos, no influyen.
El campo reglamentario de croquet es un rectángulo nivelado y muy liso cubierto de hierba cortada casi al ras (altura máxima no superior a 6,5 mm o 0,25 pulgadas) y que tiene como dimensiones 32 metros de largo (35 yardas) y 25,60 metros de ancho (28 yardas). Pero son posibles campos de menor tamaño siempre que se mantenga la relación 5 a 4 entre su longitud y su anchura (croquet de jardín) que, aunque no aptos para partidos de competición, sí permiten jugar al croquet familiarmente.
El croquet se juega con un mazo, cuatro bolas, azules y negras con rojo y amarillo, en un campo que contiene seis arcos y una pica central (peg). Se puede jugar en solos o dobles, en este caso cada jugador de la pareja jugará con una cierta bola durante el juego.
El número de jugadores puede ser: 1 contra 1 o 2 contra 2.
El objetivo del croquet es terminar la ruta preestablecida, con dos pelotas y en la dirección correcta pasando cada arco dos veces (primero en la primera vuelta y luego volver) y golpear la clavija.
Si se envía una pelota fuera del campo con un tiro de croquet, esto no implica necesariamente el final de la ronda. Después de cada tiro las bolas fuera del campo se ponen detrás en el juego a una yarda lejos del borde del campo en ángulo recto al punto de donde salió.
El partido es ganado según sea el caso:
En el juego clásico, el ganador debe anotar 26 puntos (12 saltos de arcos y peg, cada bola). Después del juego siempre tiene que haber un ganador que tiene que jugar contra todos los perdedores.
En el juego de 14 puntos, no hay camino de vuelta, entonces cada bola debe cruzar solo seis pequeños arcos y llegar a la clavija.
También se puede jugar contra el tiempo: donde el ganador será el jugador que haya anotado más puntos.

## En la literatura

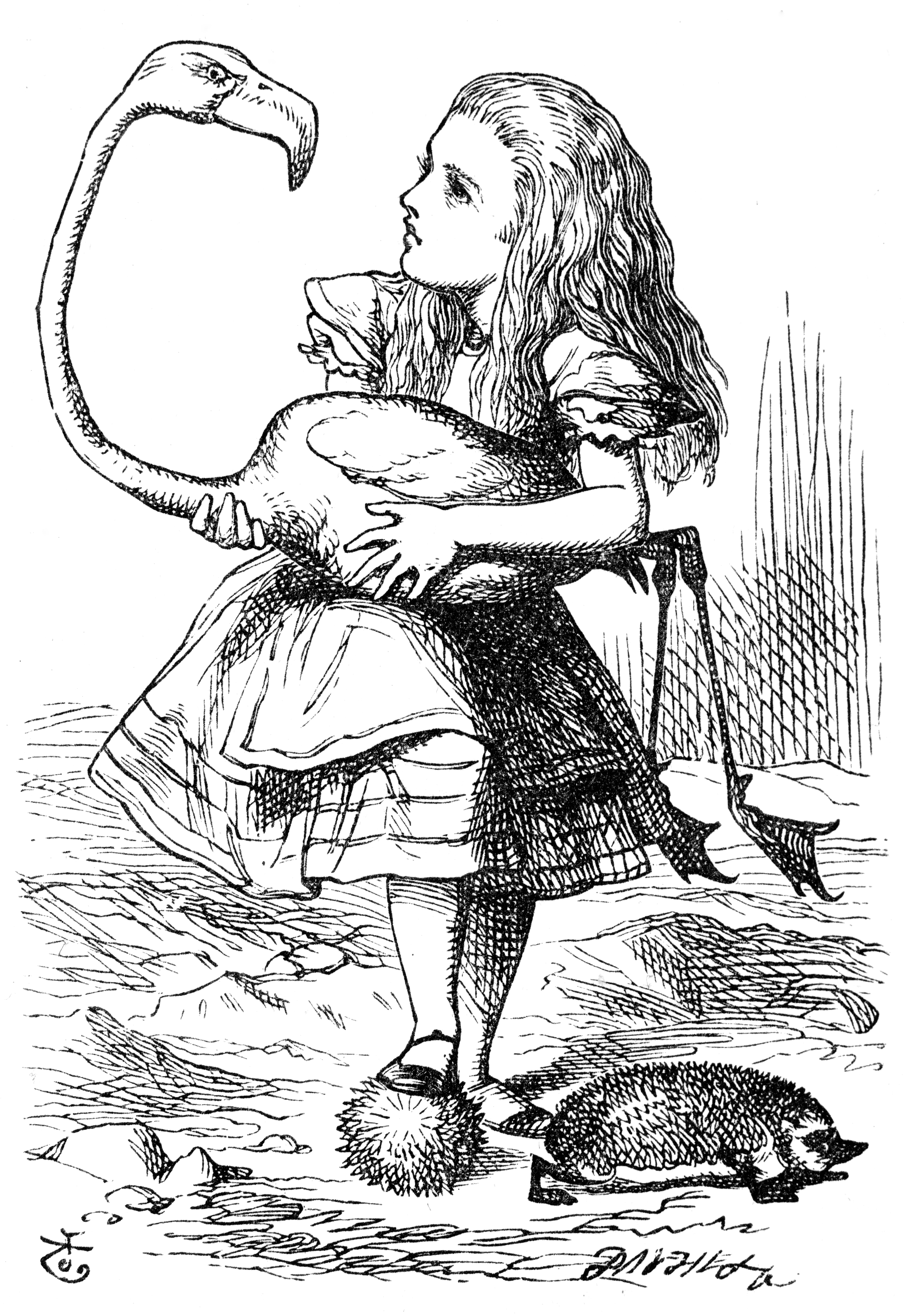
Alicia intenta jugar croquet con flamencos como un mazo.

La referencia popular más conocida es la de Lewis Carroll, donde crea una versión surrealista del juego en la popular novela infantil Alicia en el país de las maravillas, donde un erizo es utilizado como la bola, un flamenco como mazo y las cartas como los arcos del juego.
También se juegan partidas de croquet en las novelas Mujercitas, de Louisa May Alcott, y El rayo verde, de Julio Verne.